# DarkPlaces
DarkPlaces ist ein stark modifizierter Source Port der Quake-Engine für Linux, macOS und Windows. Die Entwicklerin Ashley „LadyHavoc“ Hale arbeitet bereits seit 2000 an der Engine.
DarkPlaces läuft über OpenGL, unterstützt Linux GLX und Windows Graphics Library. Die Quake-Engine (QuakeC) wurde um Bloom, Echtzeit Licht- und Schatteneffekte, sowie Partikeleffekte, Bumpmapping, OpenGL Shading Language, 32-Bit-Alphakanäle und einer verbesserten Bilddarstellung für realistischere Explosionen, Blutspritzer und Patronendarstellungen ausgestattet.
Ebenso unterstützt DarkPlaces die verlustbehaftete Audiodatenkompression mit Ogg Vorbis.

## Spiele
- Xonotic
- Nexuiz
- The Ascension Of Vigil
- Feral Flesh
- Good Vs. Bad 2
- Open Quartz
- Transfusion
- Zymotic
- Quake 10 Year
- The Hunted Chronicles
- Defeat in Detail 2
- Darsana
- Netherworld DarkMaster
- The Seal of Nehahra (Machinima-Film rund um Nehahra und Quake)
- warQraft
- Steel Storm: Burning Retribution
- Dark Revelations: Katharsis
- Black Days
- Dead Morning
- Wrath: Aeon of Ruin